# Jeff Parker (dessinateur)
Pour les articles homonymes, voir Jeff Parker et Parker.
Jeff Parker est un dessinateur de presse et dessinateur de bande dessinée américain.

## Biographie
Jeff Parker travaille 12 ans comme urbaniste avant de se lancer dans la carrière de dessinateur de presse. Il est engagé par le Orlando Business Journal et travaille pour le quotidien Florida Today à partir de 1992. Ses dessins sont repris dans plusieurs journaux comme  The New York Times, The Washington Post, USA Today, Newsweek et Courrier International. En plus du dessin quotidien il assiste Denis Lebrun sur le comic strip Blondie de 1996 à 2005. Il participe ensuite à Grimmy de Mike Peters. En 2010, il lance son propre strip, intitulé Dustin avec le scénariste Steve Kelley. Il reste au Florida Today le temps de voir si sa création lui assure un revenu suffisant et en 2013, il abandonne son poste de dessinateur de presse. La charge de travail entre ses deux strips et le dessin quotidien était insoutenable.

## Prix
- 2005 : prix du dessin de presse de la National Cartoonists Society pour ses travaux dans Florida Today (en)
- 2011 : prix du comic strip de la NCS pour Dustin (avec Steve Kelley)
- 2017 : prix du comic strip de la NCS pour Dustin (avec Steve Kelley)